# 阿拉摩龍屬
阿拉摩龍屬（意為「白楊山的蜥蜴」）又譯阿拉莫龍，是蜥腳下目泰坦巨龍類薩爾塔龍科的一個屬，生活於晚白垩世的北美洲。牠們是一種大型的四足的植食性恐龍，阿拉摩龍與其他蜥腳下目的恐龍相似，有著長的頸部及尾巴，尾巴末端有著類似鞭索的結構。

## 命名

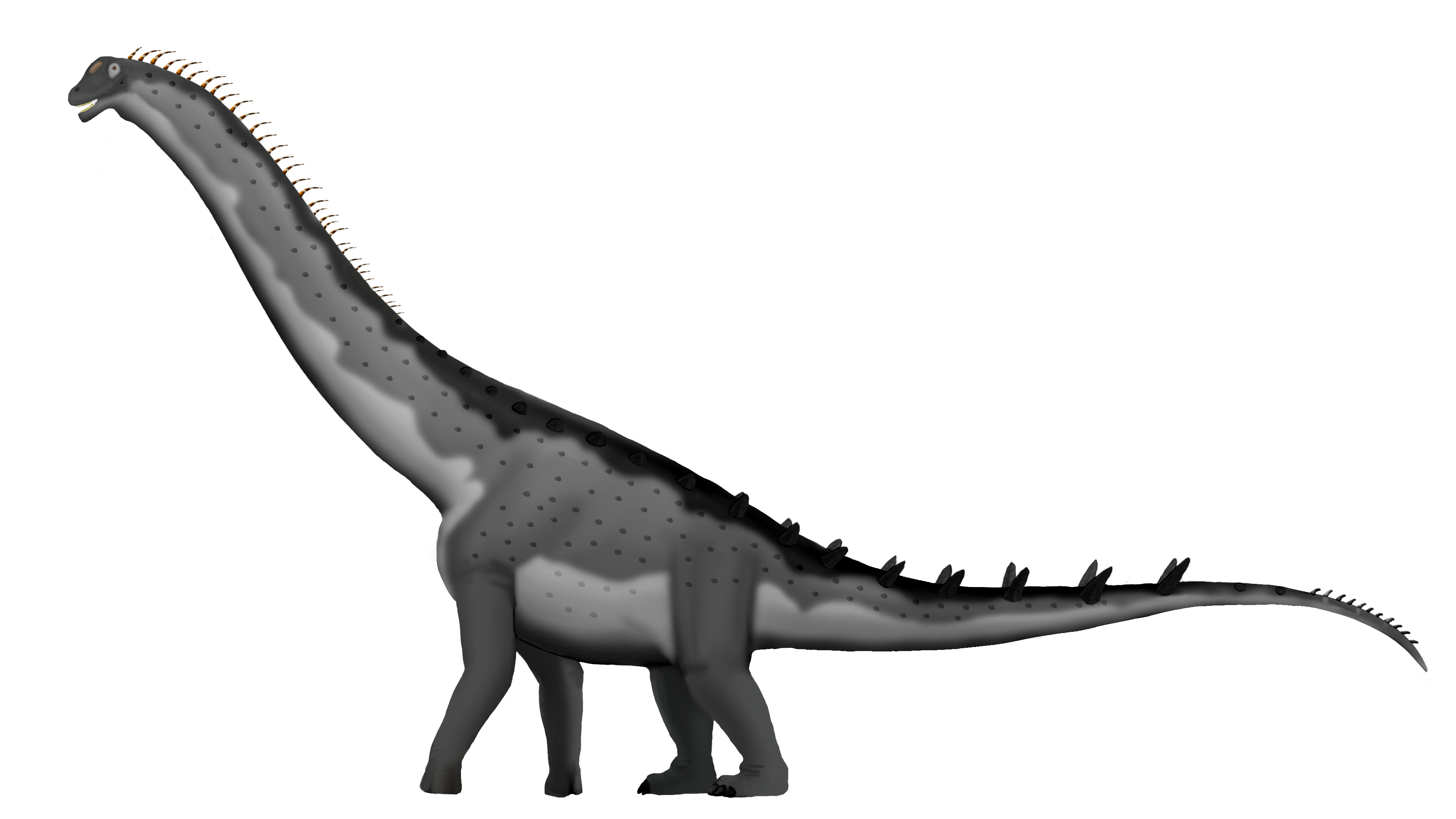
阿拉摩龍的復原圖

三個不同阿拉摩龍標本的重建體型與人類的比較圖

與主流看法相反，阿拉摩龍不是以美國德克薩斯州的阿拉摩、或是當地的戰役而命名。阿拉摩龍的正模標本也不是發現於德克薩斯州，而是發現於新墨西哥州。牠被命名為阿拉摩龍，是因為化石所屬地層原名為「白楊山」（Ojo Alamo）（白楊山組目前被編入科特蘭組）。「Alamo」本身是一西班牙文，意即「白楊」，是當地的一種白楊樹亞種的名稱。
阿拉摩龍目前只有一個種，模式種聖胡安阿拉摩龍（A. sanjuanensis），種名是以化石發現地的新墨西哥州聖胡安縣為名。屬名、種名都是由史密森尼學會古生物學家查爾斯·懷特尼·吉爾摩爾在1922年所命名的。

## 描述
在2012年托马斯·霍兹給出的身體總長度為 30 米（98 英尺）或更長，重量約為 72.5-80 噸（80-88 短噸）或更重。雖然大部分的遺骸來自幼年或小型成年標本，但三個碎片標本 SMP VP-1625、SMP VP-1850 和 SMP VP-2104 表明成年阿拉莫龍可能已經長到和已知最大的恐龍一樣的大小，如阿根廷龍，阿根廷龍保守估計重達73公噸（80短噸）以上。。而Scott Hartman基於一個可能是阿拉摩龍脛骨的化石計算身體長度在 28-30 m（92-98 英尺）並稍短，同時與阿根廷龍和普爾塔龍等其他大型泰坦巨龍類的重量相等，但他本人認為目前學者們不能確定這個脛骨屬於阿拉摩龍或其他新種的蜥腳類恐龍。到了2019年，格雷戈里·保罗計算了SMP VP-1625的標本重量是27 噸（30 短噸）。2020年，Molina-Perez 和Larramendi的估計值提出最大個體的阿拉摩龍長約26公尺（85.3英尺）重38噸（42短噸）。阿拉摩龍的骨骼特徵上在中段尾椎有延長椎體。脊椎的側孔形成淺凹處，薩爾塔龍、馬拉威龍、風神龍、岡瓦納巨龍也有這種脊椎特徵。毒瘾龍也有類似特徵，但更深、更深入椎體。阿拉摩龍的體型比毒癮龍粗壯。

## 分類
阿拉摩龍明顯是泰坦巨龍類的衍化物種，但是牠在泰坦巨龍類的演化關係、分類位置卻不清楚。一個主要的分析將阿拉摩龍與後凹尾龍分類於薩爾塔龍科的後凹尾龍亞科。另一個不同結果的分析，則認為阿拉摩龍是柏利連尼龍的姊妹分類單元，並將牠們分類於薩爾塔龍科之外。其他科學家發現在分支系統學及形態學上，阿拉摩龍與內烏肯龍、巴西的三角區龍有獨特的相似性。

## 發現歷史

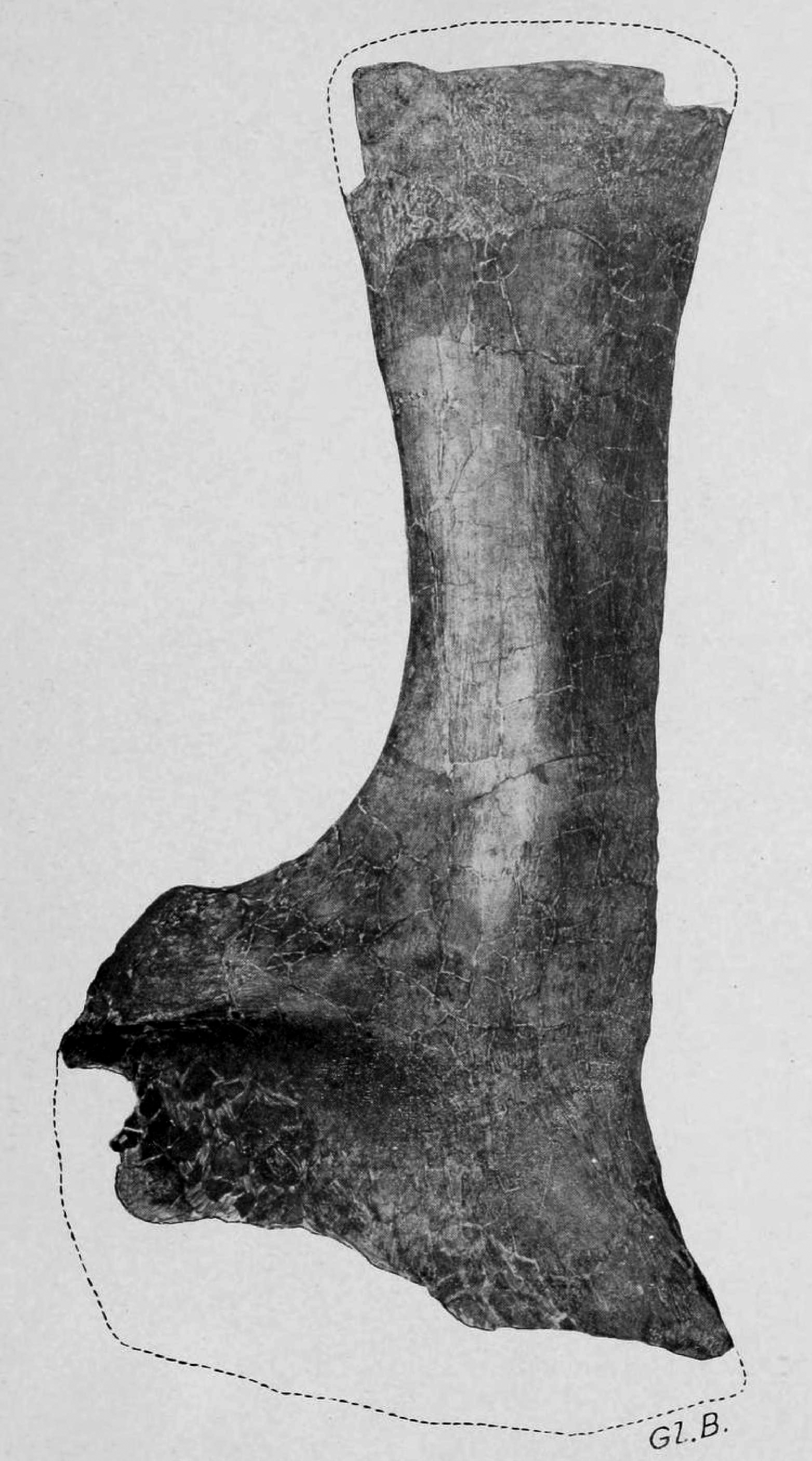
正模標本肩胛骨、副模標本腸骨

阿拉摩龍的化石發現於美國的西南地區。正模標本發現於新墨西哥州的白楊山組（科特蘭組）下層，之後也在科特蘭組的上層發現阿拉摩龍的化石。科特蘭組的地質年代約在上白堊紀的麥斯特里希特階，通常被稱為「科特蘭頁岩」。在其他麥斯特里希特階的地層，也有發現其他阿拉摩龍的化石，例如猶他州的北角組（North Horn Formation）、德克薩斯州的Black Peaks地層、El Picacho地層及Javelina地層等。過去研究認為，這些地層的年代約在白堊紀結束的6500萬年前，阿拉摩龍應是最後滅絕的恐龍之一。近年幾項研究，認為這些地層的年代較早，大約是馬斯垂克階中期，或約是6900萬年前，而非白堊紀最末期。
在1922年描述的標本，是一個肩胛骨及坐骨。在1946年，在猶他州發現了一個更完整的標本，包括一條完整的尾巴、缺趾端的右前肢及兩個坐骨。另外，從德克薩斯州、新墨西哥州及猶他州發現的一些標本，也被編入阿拉摩龍，但大部份都沒有詳細的描述。已知最完整的標本是從德克薩斯州發現的幼年個體化石，由此化石可以推斷阿拉摩龍的大小。
目前沒有發現阿拉摩龍的頭顱骨，只有一些牙齒。也沒有發現一些較進化的泰坦巨龍類（如薩爾塔龍）的常見鱗甲。

## 古生物地理學

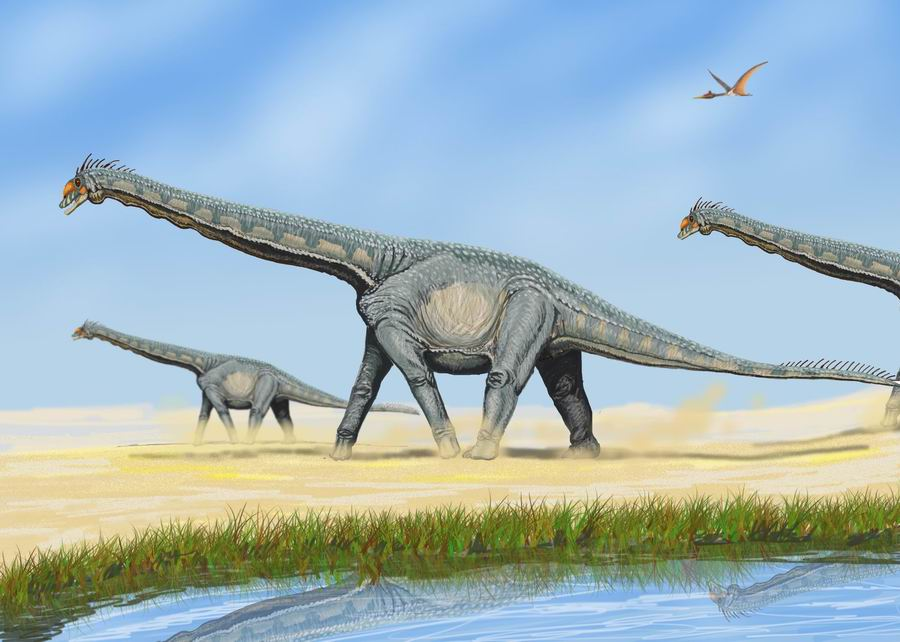
阿拉摩龍的想像圖

阿拉摩龍的化石，是美國西南部最為常見的上白堊紀化石之一，因此被當成判別年代、地層的標準化石。白堊紀晚期的北美洲南部，動物相從「埃德蒙頓動物群」（Edmontonian）轉變到「蘭斯動物群」（Lancian），變動比北美洲北部還大。Thomas M. Lehman形容某些地區的動物相轉變，例如這個地區的阿拉摩龍、風神翼龍，可能跟半乾燥的內陸環境有關。
阿拉摩龍是白堊紀晚期北美洲唯一的泰坦巨龍類，可能是因為白堊紀晚期，一度有陸橋連接北美洲與南美洲，阿拉摩龍或是牠們的祖先，沿者路橋往北遷徙。南美洲的小貴族龍、北美洲的鳥龍鳥，可能代表這段時期有陸橋存在。阿拉摩龍在北美洲的存在時期短，也支持這個理論。有科學家提出阿拉摩龍是從亞洲遷徙而來。相反意見則認為阿拉摩龍是種內陸動物，從淺水環境遷移到其他地區的可能性較小。目前已發現白堊紀早期的泰坦巨龍類化石，阿拉摩龍的祖先也可能演化自北美洲。
其他在該地區發現的同時代恐龍有霸王龍、小型的獸腳亞目恐龍、雕齒甲龍、埃德蒙頓龍、牛角龍及白楊山角龍等。暴龍和傷齒龍跟阿拉摩龍生存在同一地區，然而體型的差距使當地沒有任何掠食者能夠威脅到成年的阿拉摩龍；不過，體型小型的阿拉摩龍的未成年個體則有機會受到其他掠食者的攻擊。